# Vonne
Pour les articles homonymes, voir Vonne (homonymie).
La Vonne est une rivière française des deux départements des Deux-Sèvres et de la Vienne, en région Nouvelle-Aquitaine, et un affluent gauche du Clain, qui parcourt la Gâtine poitevine puis le plateau du seuil du Poitou. C'est donc un sous-affluent de la Loire, par la Vienne.

## Géographie
De 72,9 km de longueur, la Vonne naît dans le département des Deux-Sèvres, au milieu des champs, à une altitude de 213 m, près du hameau de Petit Chevreau sur la commune de Vouhé à 9 km au sud de la ville de Parthenay et à 9 km également au Sud-0uest du Terrier du Fouilloux, point culminant de la région avec ses 272 m d'altitude.
Son cours supérieur, jusqu'à Ménigoute, traverse les terrains granitiques de la bordure sud du Massif armoricain. Dans cette région à sous-sol très imperméable, elle reçoit de nombreux petits affluents drainant tout un chevelu hydrographique propre aux terrains granitiques.
La Vonne entre ensuite dans les terrains à dominante calcaire du seuil du Poitou et prend un cours méandreux.
À Sanxay, la rive concave d'un de ces méandres abrite le théâtre gallo-romain du site de Sanxay-Herbord creusé dans les calcaires du Lias inférieur et moyen.
À partir de Curzay-sur-Vonne, son lit s'élargit avec des méandres très sinueux proches pour certains du recoupement (capture) comme celui de Lusignan. Les affluents sont peu nombreux. La Vonne coule globalement de l'ouest vers l'est.
La Vonne se jette dans le Clain, sur sa rive gauche à Vivonne, à 93 m d'altitude dans le département de la Vienne.

### Communes traversées

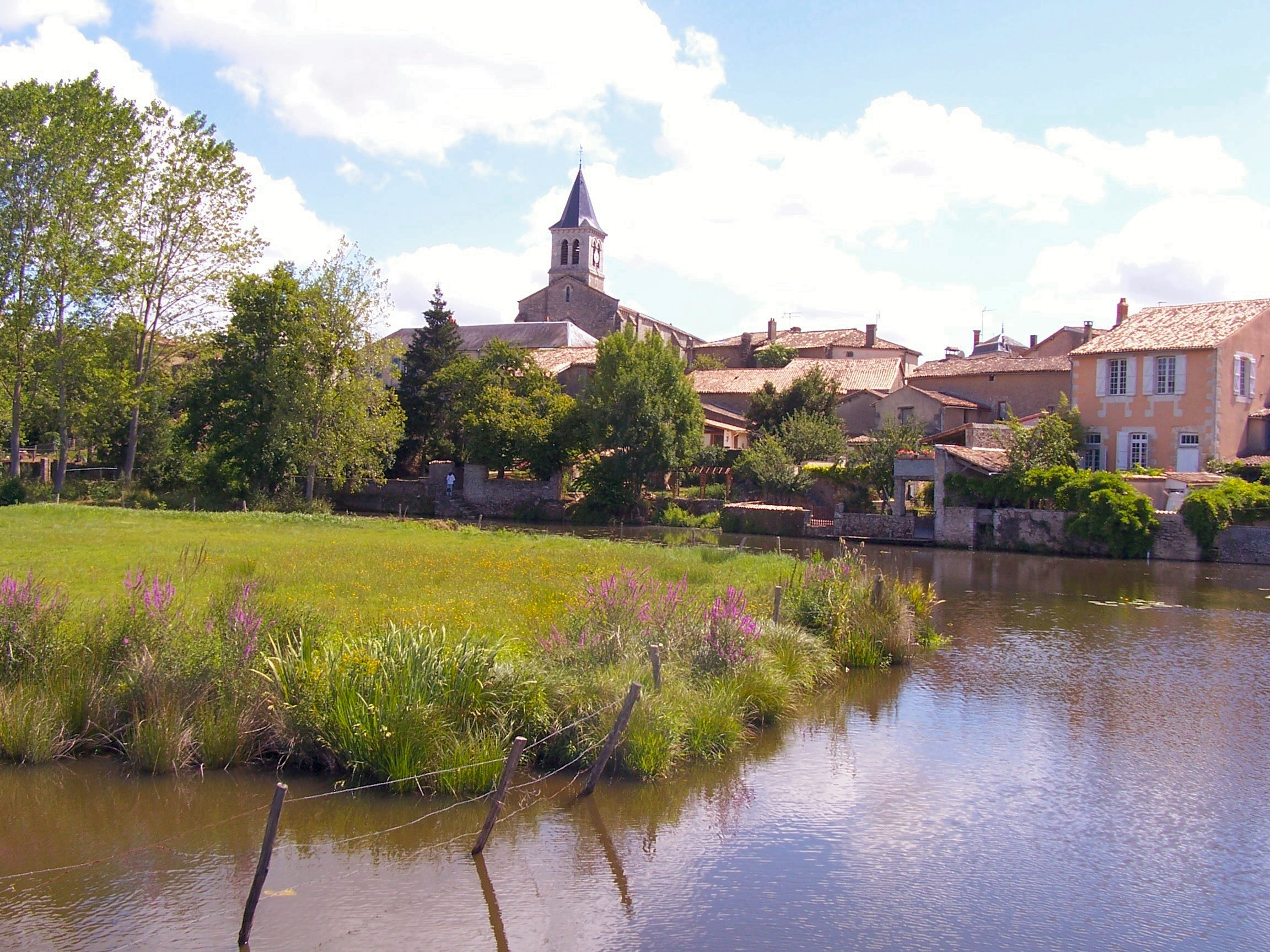
Le centre-ville de Sanxay avec la Vonne au premier plan.

Dans les deux départements des Deux-Sèvres et de la Vienne, la Vonne traverse les dix-huit communes suivantes, de l'amont vers l'aval, de Vouhé (source), Saint-Lin, Beaulieu-sous-Parthenay, Reffannes, Vautebis, Vausseroux, Vasles, Chantecorps, Coutières, Ménigoute, Sanxay, Curzay-sur-Vonne, Jazeneuil, Lusignan, Cloué, Celle-Lévescault, Marigny-Chemereau, Vivonne (confluence).
Soit en termes de cantons, la Vonne prend source dans le canton de La Gâtine, traverse le canton de Lusignan, conflue dans le canton de Vivonne, le tout dans les deux arrondissement de Parthenay et arrondissement de Poitiers.

### Toponymes
La Vonne a donné son hydronyme aux deux communes suivantes de Curzay-sur-Vonne et Vivonne.

### Bassin collecteur
La Vonne traverse six zones hydrographiques pour une superficie totale de 1 442 km2. Ce bassin versant est constitué à 85,89 % de « territoires agricoles », à 11,91 % de « forêts et milieux semi-naturels », à 2,10 % de « territoires artificialisés », à 0,03 % de « surfaces en eau ».

## Affluents

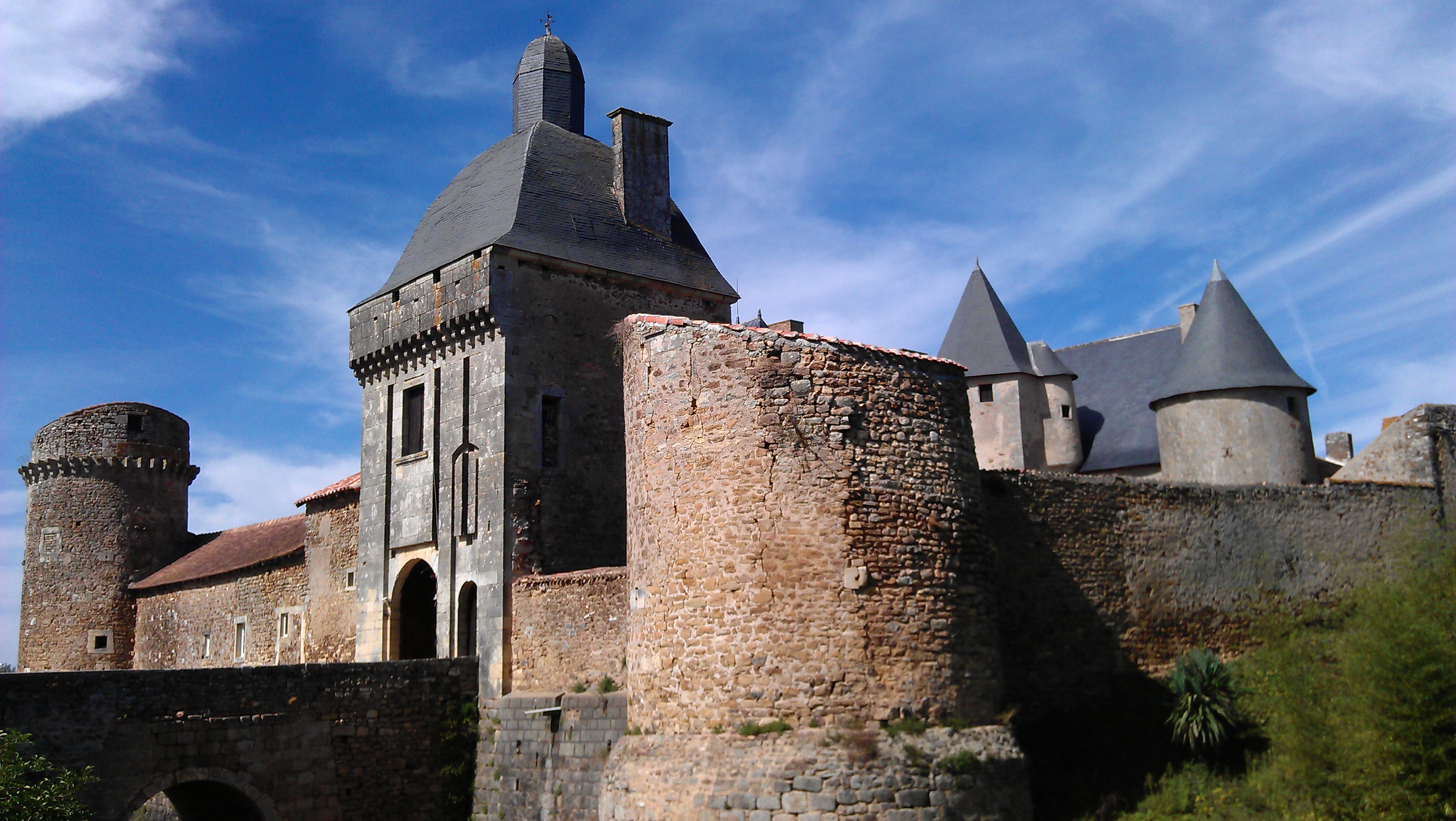
Château de Marconnay à côté du grand étang sur le Marconnay.

La Vonne a quatorze tronçons affluents référencés dont :
- le ruisseau de la Valogne ; rive gauche, 8,4 km sur les trois communes de Vautebis, Vausseroux, et Saint-Martin-du-Fouilloux avec deux affluents et de rang de Strahler deux ;
- le ruisseau des Trois-Moulins ; rive droite, 15,8 km sur six communes dans les Deux-Sèvres avec quatre affluents et de rang de Strahler trois ;
- le ruisseau du Chilleau ; rive gauche, 9 km sur les trois communes de Vasles, Sanxay et Ménigoute, avec quatre affluents et de rang de Strahler trois ;
- le Marconnay (rg), 5,2 km sur les deux communes des Forges et de Sanxay (sans affluent) qui traverse le Grand Étang juste à côté du château de Marconnay ;
- la Chaussée ; rive droite, 13 km sur les quatre communes de Sanxay, Curzay-sur-Vonne, Saint-Germier, et Soudan, avec un seul affluent :
  - le ruisseau de Saint-Germier, 1,9 km sur les deux communes de Ménigoute et Saint-Germier ;
- le ruisseau le Gabouret ; rive gauche, 3,4 km sur les deux communes de Cloué et Celle-Levescault (sans affluent) ;
- la Longève ; rive droite, 7,4 km sur les deux communes de Celle-Levescaut et Marigny-Chemereau avec trois affluents et de rang de Strahler trois.

Donc son rang de Strahler est de quatre.

## Hydrologie
La Vonne est une rivière abondante. 

### La Vonne à Cloué
Son débit a été observé sur une période de 39 ans (1969-2007), à Cloué, localité toute proche de son confluent avec le Clain et à 97 m d'altitude. Le bassin versant de la rivière y est de 320 km2 soit la presque totalité de celui-ci.
Le module de la rivière à Cloué est de 3,09 m3/s.
La Vonne présente des fluctuations saisonnières de débit assez marquées. La période de hautes eaux se déroule en saison hivernale, et s'accompagne de débits mensuels moyens allant de 4.52 à 7,49 m3/s, de décembre à mars inclus (avec un maximum en janvier). Dès fin mars le débit diminue progressivement pour aboutir à la période des basses eaux. Celles-ci ont lieu de juin à septembre inclus, avec une baisse du débit moyen mensuel jusqu'à 0,443 m3/s au mois d'août, ce qui reste assez acceptable. Mais les fluctuations de débit peuvent être plus importantes d'après les années et sur des périodes plus courtes.

### Étiage ou basses eaux
À l'étiage le VCN3 peut chuter jusque 0,130 m3/s, en cas de période quinquennale sèche, soit 130 litres par seconde, ce qui devient sévère, mais normal comparé à la moyenne des cours d'eau de la région.

### Crues
Les crues peuvent être très importantes, suivant en cela les autres affluents occidentaux de la Loire coulant (partiellement) sur le vieux socle armoricain imperméable. Les QIX 2 et QIX 5  valent respectivement 61 et 98 m3/s. Le QIX 10 est de 120 m3/s, le QIX 20 de 150 m3/s, tandis que le QIX 50 se monte à 180 m3/s.
Le débit instantané maximal enregistré à Cloué durant cette période, a été de 177 m3/s le 1er décembre 1982, tandis que le débit journalier maximal enregistré était de 123 m3/s le 9 avril 1983. Si l'on compare la première de ces valeurs à l'échelle des QIX de la rivière, l'on constate que cette crue était d'ordre cinquantennal, et donc exceptionnelle. La hauteur maximale instantanée s'est établie à 313 cm soit aussi 3,13 m le 20 décembre 1982 à 21h33.

### Lame d'eau et débit spécifique

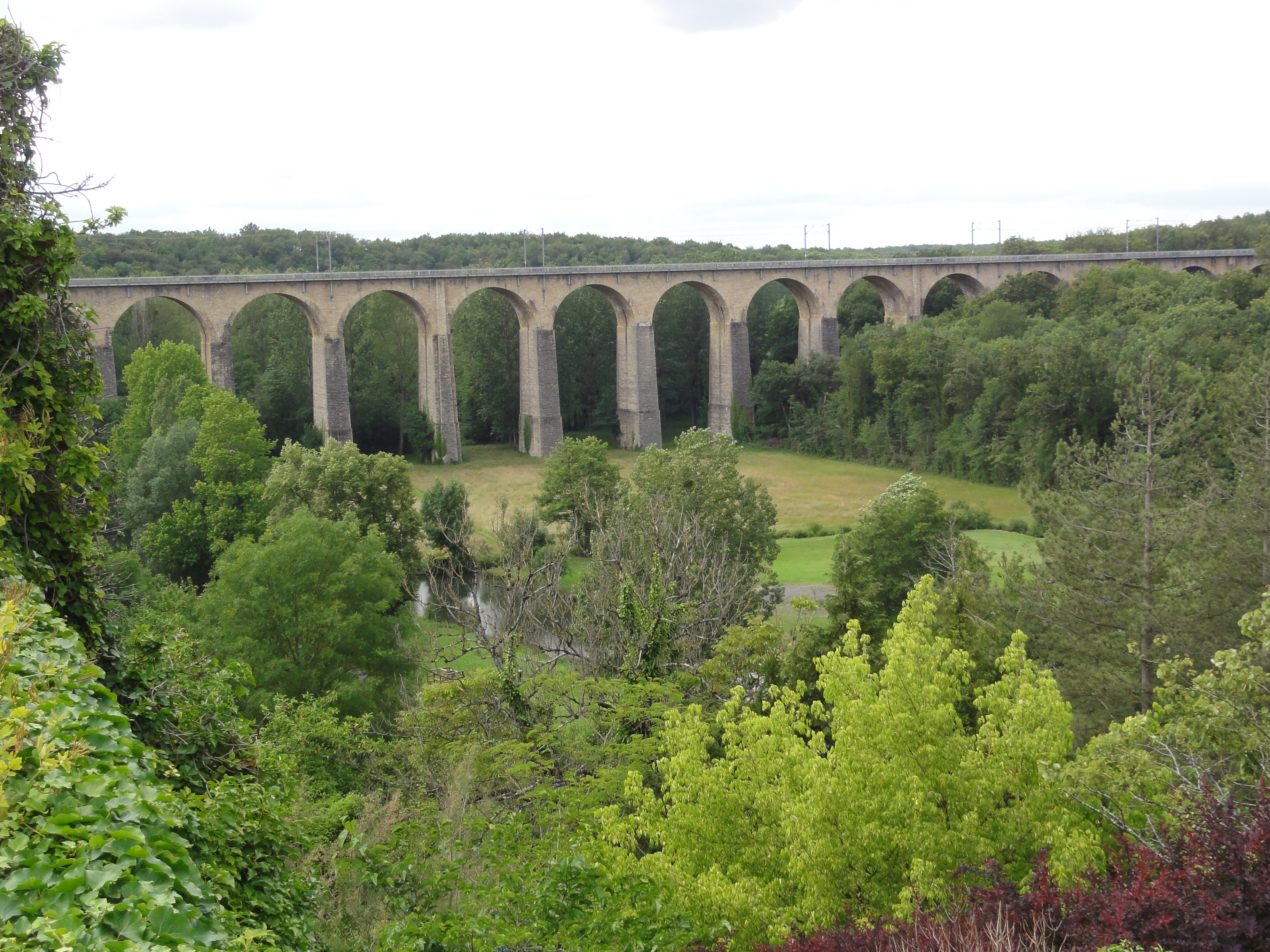
Le viaduc de Lusignan au-dessus de la Vonne.

La Vonne est une rivière abondante et bien alimentée par des précipitations assez importantes. La lame d'eau écoulée dans son bassin versant est de 323 millimètres annuellement, ce qui est plus ou moins équivalent à la moyenne d'ensemble de la France tous bassins confondus, mais surtout bien plus élevé que la moyenne du bassin de la Loire (244 millimètres par an). Le débit spécifique de la rivière (ou Qsp) affiche 10,2 litres par seconde et par kilomètre carré de bassin.

## Aménagements
Le viaduc de Lusignan passe au-dessus de la Vonne.

## Écologie
La Vallée de la Vonne fait l'objet d'une ZNIEFF de type I pour 140 hectares sur les deux communes de Coutières et Ménigoutte,.